# دوري المقاطعات الشمالي الغربي 1999–2000
دوري المقاطعات الشمالي الغربي 1999–2000 هو موسم من دوري المقاطعات الشمالي الغربي. فاز فيه Vauxhall Motors F.C. ‏.